# Robert Joseph Baker
Robert Joseph Baker (ur. 4 czerwca 1944 w Willard, Ohio) – amerykański duchowny katolicki, w latach 2007–2020 biskup Birmingham w Alabamie.

## Życiorys
Święcenia kapłańskie otrzymał 21 marca 1970 z rąk Paula Tannera, ordynariusza Saint Augustine, diecezji na Florydzie, gdzie ks. Baker został duszpasterzem. Służył również w miejscowym seminarium jako kapłan odpowiedzialny za formację.
12 lipca 1999 otrzymał nominację na biskupa Charleston w Karolinie Południowej. Sakry udzielił mu abp John Donoghue, ówczesny metropolita Atlanty. Za jego kadencji liczba katolików w diecezji Charleston wzrosła znacznie (o ok. 40%). 14 sierpnia 2007 przeniesiony został na biskupstwo Birmingham. Ingres miał miejsce 2 października 2007 roku.
25 marca 2020 przeszedł na emeryturę.